# فیلیپ پوپ
فیلیپ پوپ (انگلیسی: Philip Pope؛ زادهٔ ۱ ژانویهٔ ۲۰۰۰) بازیگر و آهنگساز اهل بریتانیا است.
از فیلم‌ها یا مجموعه‌های تلویزیونی که وی در آن‌ها نقش داشته‌است می‌توان به بلک‌ادر و سرود کریسمس بلک‌ادر اشاره نمود.